# OmaSP Stadion
OmaSP Stadion – stadion piłkarski w Seinäjoki, w Finlandii. 

## Historia
Jego budowa rozpoczęła się w czerwcu 2015 roku, a otwarcie miało miejsce 18 czerwca 2016 roku. Obiekt może pomieścić 5817 widzów. Swoje spotkania rozgrywają na nim piłkarze klubu Seinäjoen Jalkapallokerho, którzy przed otwarciem nowej areny występowali na Seinäjoen keskuskenttä. 23 września 2017 roku na obiekcie rozegrano finałowy mecz Pucharu Finlandii (SJK – HJK 0:1). Stadion był także jedną z dwóch aren Mistrzostw Europy U-19 w 2018 roku (obok Hietalahden jalkapallostadion w Vaasa). Rozegrano na nim m.in. finał tej imprezy. 